# 1660
1660 (MDCLX) je bilo prestopno leto, ki se je po gregorijanskem koledarju začelo na četrtek, po 10 dni počasnejšem julijanskem koledarju pa na nedeljo.

## Dogodki
- obnovljena angleška monarhija
- 28. november - v Londonu ustanovijo Kraljevo družbo, najstarejšo znanstveno družbo.

## Rojstva
- 2. maj - Alessandro Scarlatti, italijanski skladatelj († 1725)

Neznan datum
- Daniel Defoe, angleški pisatelj († 1731)

## Smrti
- 13. februar - Karel X. Gustav Švedski (* 1622)
- 15. marec - Ludovika de Marillac, francoska usmiljenka, redovna ustanoviteljica usmiljenk in svetnica (* 1591)
- 7. junij - Jurij II. Rákóczi, transilvanski knez (* 1621)
- 30. junij - William Oughtred, angleški astronom, matematik, škofovski minister (* 1575)